# Aheads
Beton Combo est un groupe allemand de punk rock, originaire de Herford, actif entre 1975 et 1983.

## Histoire
Aheads est parmi les premiers groupes de punk rock de la région de Westphalie orientale. Il est formé en 1975 sous le nom de Ron Age Band. Leur premier concert a lieu en 1977 au Hellepark, encore sous le nom de Those Fuckin'Aheads, d'après un gang de rockers d'une bande dessinée de Robert Crumb. Après que les premières chansons punk d'Angleterre aient été entendues en Allemagne grâce à l'émission de radio de John Peel, et inspiré par un concert de Wire en 1978, le groupe commence à écrire ses propres chansons. Puis ils sortent leur premier LP homonyme en 1981.
En 1982, les Aheads participent à la tournée Soundtracks zum Untergang 1 avec Slime, Beton Combo et Middle Class Fantasies. Ils donnent d'autres concerts avec les Dead Kennedys et Fehlfarben. À Berlin, ils jouent au KZ 36 et plusieurs fois au SO36. Les Aheads donnent leur dernier concert en janvier 1983 à l'Audimax de l'université de Bielefeld. Pendant ce concert, des querelles éclatent au sein du groupe, qui se dissout alors.
Après la dissolution, Bernd Weitkamp, connu à Herford comme artiste sous le nom de Weizenfeld, et Werner Kureinski jouent dans plusieurs groupes sans grande longévité dans les années 1980. Sous le nom de Roll on Roll off, ils sortent en 1988 le single Fig. 320 et le mini-album Pussypush, également auto-produit.

## Discographie
- 1980 : Freedom of Speech (EP)
- 1981 : AHEADS (Aggressive Rockproduktionen)
- 1997 : More Action (compilation, Loud, Proud and Punk Records)